# 라스트 플래툰
"라스트 플래툰"(Angel Hill: L'Ultima Missione, Last Platoon)은 미국에서 제작된 폴 D. 로빈슨 감독의 1988년 액션, 전쟁 영화이다. 리처드 해치 등이 주연으로 출연하였다.

## 출연

### 주연
- 리처드 해치
- 바실리 카라멘시스
- 데이비드 라이트
- 밀렌 디-샌
- 안소니 소여
- 마이크 몬티
- 도널드 플레젠스